# Grand Street Shuttle
El Grand Street Shuttle (S negra) fue un servicio del metro de la ciudad de Nueva York que operó durante la rehabilitación del Puente de Manhattan, mientras que las vías norte (que conectan la línea de la Sexta Avenida vía la conexión de la Calle Chrystie) fueron cerradas. Usualmente pasaba por Broadway–Calle Lafayette y Grand Street, recogiendo pasajeros de las rutas con poco movimiento de los servicios B y D.
Las interrupciones de servicios que obligaron a sacar las vías del extremo norte del puente de Manhattan fuera de servicio, con el servicio expreso (shuttle) entre Broadway-Calle Lafayette y Grand Street, figuraban las siguientes:
- 12 de marzo de 1984 y el 10 de agosto – 3 de noviembre de 1985 (B y D cortaron el servicio a la Cuarta Calle Oeste–Washington Square)

- 30 de abril – noviembre de 1995 (B operaba sólo hacia la Avenida Atlantic–Calle Pacific y Coney Island–Avenida Stillwell mientras que el servicio D operaba entre Norwood–Calle 205 y Calle 34–Herald Square).

Durante la primera fase de la rehabilitación del Puente de Manhattan, desde 1986 a 1988, el 'shuttle' fue extendido hacia la Calle 57 y era llamada Sixth Avenue Shuttle mientras que el servicio B y D terminaban en la Calle 34.
El servicio final del Grand Street Shuttle inició el 22 de julio de 2001, otra vez entre Broadway–Calle Lafayette y Grand Street, mientras que los servicios B y D dejaron de funcionar en la Calle 34. El shuttle de la Sexta Avenida (en la cual también terminaba en Broadway–Calle Lafayette) dejó de operar el 16 de diciembre de 2001, y el Grand Street Shuttle fue extendido al norte hacia la Calle Cuarta Oeste–Washington Square. La rehabilitación terminó el 22 de febrero de 2004, y el shuttle dejó de funcionar. También, durante este tiempo, un autobús expreso operaba entre la Calle Canal y la Calle Grand.